# UTair
UTair (до 2002 Тюменьавіатра́нс, ТАТ) — російська авіакомпанія, одна з найбільших у Росії. Здійснює регулярні пасажирські та чартерні перевезення як в Росії, так і за кордоном, до того ж є найбільшим оператором вертолітних перевезень у Росії (найбільший у світі парк вертольотів російського виробництва). Штаб-квартира авіакомпанії знаходиться в місті Сургуті. Аеропорти базування — Рощіно (Тюмень) та Аеропорт Внуково (Москва).

## Власники і керівництво
Контролюючим акціонером компанії (75,64 %) є пенсійний фонд компанії «Сургутнефтегаз». Близько 5 % (free float) акцій компанії торгуються на фондовій біржі ММВБ (біржовий тікер UTAR) і РТС (TMAT).
Генеральний директор — Андрій Мартиросов.

## Авіапарк
Авіапарк компанії складається з 228 літаків (на 18 жовтня 2012 р., з врахуванням дочірньої авіакомпанії Ютейр-Експресс):
| Літак | Кількість | Замовлено | Число місць | Примітки        | фотографії |
| ----- | --------- | --------- | ----------- | --------------- | ---------- |
| Ан-2  | 42        | 0         | 12          | «ЮТейр — Карго» |            |
|       |           |           |             |                 |            |

| Вертоліт | Кількість | Замовлено | Число місць | Примітки                      |
| -------- | --------- | --------- | ----------- | ----------------------------- |
| Мі-171   | 56        | 40        | 26          | Поставлено перші 3 вертольоти |

## Показники діяльності
За 12 місяців 2007 року було перевезено 2.9 млн пасажирів, що більше показників 2006 року на 21%.
Виручка UTair по МСФО в 2009 склала 33,1 млрд руб. (в 2008 році — 32,994 млрд руб., EBITDA збільшилась у порівнянні з 2008 роком в 2,2 раза і склала 3,6 млрд руб., чистий прибуток склав 265 млн руб. (в 2008 році — понад 75 млн рублів),.
У 2012 групою «ЮТейр» перевезено 9.3 мільйони пасажирів, пасажирообіг склав 16 мільярдів пасажирокілометрів.